# Wishmaster
Wishmaster és el tercer àlbum de la banda Nightwish. Als Estats Units va ser llançat per Century Media el 6 de febrer de 2001. Va assolir el número 1 a les llistes de vendes finlandeses;  el 21 a Alemanya  i el 66 a França. El 2019 Metal Hammer el va classificar com el 18è millor àlbum de power metal de tots els temps.

## Llista de cançons
1. She Is My Sin (4:46)
2. The Kinslayer (3:59)
3. Come Cover Me (4:34)
4. Wanderlust (4:50)
5. Two For Tragedy (3:51)
6. Wishmaster (4:23)
7. Bare Grace Misery (3:39)
8. Crownless (4:26)
9. Deep Silent Complete (3:57)
10. Dead Boy's Poem (6:47)
11. FantasMic (8:18)
  1. Part 1
  2. Part 2
  3. Part 3
12. Sleepwalker (bonus track) (2:56)